# Xã Prairie Green, Quận Iroquois, Illinois
Xã Prairie Green (tiếng Anh: Prairie Green Township) là một xã thuộc quận Iroquois, tiểu bang Illinois, Hoa Kỳ. Năm 2010, dân số của xã này là 183 người.